# František Sláma
František Sláma (19. listopadu 1923 Herálec – 5. května 2004 Říčany) byl český violoncellista, první, který se intenzivně věnoval interpretaci předklasické hudby. Působil také jako hudební publicista a pedagog.

## Biografické údaje
Pocházel z chudé oblasti Českomoravské vrchoviny. Hrál ve venkovské kapele, pracoval jako lesní a stavební dělník. Hudbu mohl začít studovat až v osmnácti letech, zejména zásluhou významného cellového pedagoga Karla Pravoslava Sádla, který ho také seznámil se základy violoncellové hry. Studia ukončil v roce 1952 absolutoriem na Akademii múzických umění, opět jako žák K. P. Sádla. 
V letech 1946–1948 byl violoncellistou Talichova Českého komorního orchestru a členem jeho komorních souborů, s nimiž spolupracoval ještě po zániku ČKO do prosince 1948. V roce 1948 byl přijat do orchestru České filharmonie, od roku 1962 byl jeho druhým sólovioloncellistou a vedoucím skupiny violoncell.
Od počátku 50. let působil v komorních souborech pro starou hudbu Pro arte antiqua a Ars rediviva. S oběma ansámbly uskutečnil více než 50 LP a CD nahrávek pro Supraphon, Panton a zahraniční nahrávací společnosti (Columbia Records, Deutsche Grammophon Gesellschaft, Ariola, CBS Masterworks, Orfeo, Nippon, Sony Classical), stejně jako početné nahrávky pro rozhlas, televizi a film. Milan Munclinger mu připsal svou rekonstrukci Bachova Koncertu g-moll.
Vyučoval na pražské konzervatoři a interpretačních kurzech v ČR, Švédsku a Francii. Spolupracoval s Českým rozhlasem (je mj. autorem cyklu Zlatý věk francouzské gamby o Jordi Savallovi a Marinu Marais). Přeložil a v koncertním cyklu Ars rediviva poprvé uvedl autobiografii G. P. Telemanna z Matthesonovy Velké školy generálbasu (Große Generalbassschule, 1731).
V knize Z Herálce do Šangrilá vzpomíná na Václava Talicha a Český komorní orchestr, na Milana Munclingera, historii souborů Pro arte antiqua a Ars rediviva, na dirigenty a hráčské legendy z orchestru České filharmonie a další osobnosti hudebního života 40.–90. let 20. století. Tato témata dokumentuje i jeho archiv, který věnoval svému rodišti Herálci pod Žákovou horou. Část archivu je uložena v Českém muzeu hudby.

## Diskografie
- Skladby vlámských mistrů (LP Supraphon 1971, Evžen Prokop housle, František Sláma violoncello, Josef Hála cembalo)
- Slavní gambisté minulosti (LP Supraphon 1982, František Sláma gamba, Josef Hála cembalo continuo)
- Všechny LP tituly souboru Ars rediviva [1] (1954–1996; sólové party, continuo a první violoncello v orchestrálních skladbách)
- Většina gramofonových nahrávek souboru Pro arte antiqua (období 1954–1974, viola da gamba)

## Literární činnost
- František Sláma: Z Herálce do Šangrilá a zase nazpátek, Orego, Říčany 2001. ISBN 80-86117-61-8